# Stillwater (Washington)
Stillwater az Amerikai Egyesült Államok északnyugati részén, Washington állam King megyéjében elhelyezkedő önkormányzat nélküli település.
Stillwater postahivatala 1910 és 1925 között működött. A település nevét a Minnesota állambeli Stillwaterről, a helyi favágók szülővárosáról kapta.
A helységben egy általános iskola (Stillwater Elementary School) működik.

## Fordítás
- Ez a szócikk részben vagy egészben  a   Stillwater, Washington című angol Wikipédia-szócikk ezen változatának fordításán alapul.  Az eredeti cikk szerkesztőit annak laptörténete sorolja fel. Ez a jelzés csupán a megfogalmazás eredetét és a szerzői jogokat jelzi, nem szolgál a cikkben szereplő információk forrásmegjelöléseként.